# Kawasaki Ki-96
O Kawasaki Ki-96 foi um avião pesado de caça monolugar, bimotor e monoplano japonês durante a Segunda Guerra Mundial. A intenção da sua concepção consistia na substituição do Kawasaki Ki-45, em serviço pelo Serviço Aéreo do Exército Imperial Japonês. Contudo, a força armada japonesa não adoptou o caça, tendo apenas três protótipos sido construídos.

## Design e desenvolvimento
O sucesso do avião de caça Kawasaki Ki-45 levou a empresa aeronáutica Kawasaki a iniciar o desenvolvimento de uma versão mais evoluída, numa iniciativa da própria Kawasaki, em Agosto de 1942. Tal como o Ki-45, o projecto proposto consistia em um caça de dois lugares, bimotor, mas de proporções maiores, usando motores mais potentes. Em Dezembro de 1942, o Koku Hombu (direcção da aviação do exército imperial japonês) mostrou interesse, mas pediu à Kawasaki para modificar a aeronave, transformando-a num caça de um único assento. O primeiro protótipo, que foi convertido ao ser produzido e que manteve o dossel maior do cockpit destinado para o bilugar, voou em Setembro de 1943. Os dois protótipos restantes foram construídos desde o início como monolugar, e foram equipados com um dossel menor.
Apesar de este avião demonstrar desempenho superior às estimativas e um excelente nível de manuseio, as exigências do Exército tinham sido alteradas, voltando atrás e pedindo um caça pesado de dois lugares, fazendo com que o desenvolvimento do Ki-96 foi interrompido. Apesar de o projecto ter chegado ao fim, as asas e a unidade de cauda do Ki-96, mais tarde, fariam parte da estrutura da fuselagem do Ki-102, uma nova aeronave posteriormente desenvolvida que ia de encontro às necessidades do exército imperial.

## Especificações
A aeronave teria um comprimento de 11,45 metros, uma envergadura de 15,57 metros e uma altura de 3,70. Seria capaz de descolar com um peso máximo de 6000 quilos, sendo alimentada por dois motores Mitsubishi Ha112-II.